# Rolf Hochhuth
Rolf Hochhuth (Eschwege, 1931. április 1. – Berlin, 2020. május 13.), német drámaíró, esszéista.

## Életpályája
Protestáns középosztálybeli családból származott. Cipőgyáros apja tönkrement a nagy gazdasági világválság következtében. A második világháború alatt, a Deutsches Jungvolk, a Hitlerjugend alszervezetének tagja volt. Később könyvkereskedőnek tanult, majd kiadói lektorként dolgozott. Kisepikai munkák után írta meg A helytartó című dokumentarista drámáját, ami azonnal világhírűvé és világrangúvá tette. A katonák (1967) című műve a német városok értelmetlen elpusztítását kritizálja, amit Winston Churchill számlájára ír. A Gerillák (1970) az USA-ban játszódik, főszereplője egy szenátor, aki valójában érvényesíti a törvény demokratikus elveit.

## Művei
- Der Stellvertreter (A helytartó) (1963, színmű)
- Berliner Antigoné (1966, elbeszélések)
- Die Hebamme (A bábaasszony) (1971)
- Tod eines Jägers (Egy vadász halála) (1975)

### Magyarul megjelent művei
- A helytartó; ford. Kalász Márton; Európa, Bp., 1966 (Európa zsebkönyvek)
- Egy szerelem Németországban. Regény; ford. Jávor Ottó; Európa, Bp., 1985 (Modern könyvtár)